# Lista över fornlämningar i Emmaboda kommun
Lista över fornlämningar i Emmaboda kommun är en förteckning av ett urval av de fornlämningar som finns i Emmaboda kommun.

## Algutsboda
| Namn                             | Lämningstyp      | Tillkomsttid | Historisk indelning | Plats | Läge                 | ID-nr          | Bild                                 |
| -------------------------------- | ---------------- | ------------ | ------------------- | ----- | -------------------- | -------------- | ------------------------------------ |
| Algutsboda 63:1                  | Begravningsplats |              | Algutsboda, Småland |       | 56.654867, 15.443469 | 10078400630001 | Ladda upp en bild av detta fornminne |
| Rostocka holme (Algutsboda 79:1) | Borg             |              | Algutsboda, Småland |       | 56.645094, 15.577856 | 10078400790001 | Ladda upp en bild av detta fornminne |

## Långasjö
| Namn                        | Lämningstyp    | Tillkomsttid | Historisk indelning | Plats | Läge                 | ID-nr          | Bild                                 |
| --------------------------- | -------------- | ------------ | ------------------- | ----- | -------------------- | -------------- | ------------------------------------ |
| Kungagraven (Långasjö 62:1) | Röse           |              | Långasjö, Småland   |       | 56.532971, 15.384913 | 10083900620001 | Ladda upp en bild av detta fornminne |
| Kungagraven (Långasjö 62:2) | Hällristning   |              | Långasjö, Småland   |       | 56.533474, 15.385029 | 10083900620002 | Ladda upp en bild av detta fornminne |
| Långasjö 70:1               | Röse           |              | Långasjö, Småland   |       | 56.530862, 15.384259 | 10083900700001 | Ladda upp en bild av detta fornminne |
| Långasjö 70:2               | Hällristning   |              | Långasjö, Småland   |       | 56.530770, 15.383838 | 10083900700002 | Ladda upp en bild av detta fornminne |
| Långasjö 81:1               | Röse           |              | Långasjö, Småland   |       | 56.529857, 15.384940 | 10083900810001 | Ladda upp en bild av detta fornminne |
| Långasjö 82:1               | Röse           |              | Långasjö, Småland   |       | 56.521879, 15.374507 | 10083900820001 | Ladda upp en bild av detta fornminne |
| Långasjö 83:1               | Röse           |              | Långasjö, Småland   |       | 56.521149, 15.375460 | 10083900830001 | Ladda upp en bild av detta fornminne |
| Långasjö 84:1               | Stenkammargrav |              | Långasjö, Småland   |       | 56.523194, 15.374711 | 10083900840001 | Ladda upp en bild av detta fornminne |
| Långasjö 85:1               | Röse           |              | Långasjö, Småland   |       | 56.522818, 15.373975 | 10083900850001 | Ladda upp en bild av detta fornminne |
| Långasjö 89:1               | Röse           |              | Långasjö, Småland   |       | 56.528497, 15.369218 | 10083900890001 | Ladda upp en bild av detta fornminne |
| Långasjö 89:2               | Röse           |              | Långasjö, Småland   |       | 56.528616, 15.368931 | 10083900890002 | Ladda upp en bild av detta fornminne |
| Långasjö 89:3               | Röse           |              | Långasjö, Småland   |       | 56.528167, 15.369519 | 10083900890003 | Ladda upp en bild av detta fornminne |
| Långasjö 93:1               | Röse           |              | Långasjö, Småland   |       | 56.532338, 15.358299 | 10083900930001 | Ladda upp en bild av detta fornminne |
| Långasjö 93:2               | Röse           |              | Långasjö, Småland   |       | 56.532092, 15.358295 | 10083900930002 | Ladda upp en bild av detta fornminne |
| Långasjö 94:1               | Stensättning   |              | Långasjö, Småland   |       | 56.517578, 15.372130 | 10083900940001 | Ladda upp en bild av detta fornminne |
| Långasjö 120:1              | Röse           |              | Långasjö, Småland   |       | 56.529364, 15.367151 | 10083901200001 | Ladda upp en bild av detta fornminne |
| Långasjö 125:1              | Röse           |              | Långasjö, Småland   |       | 56.528589, 15.396870 | 10083901250001 | Ladda upp en bild av detta fornminne |
| Långasjö 126:1              | Röse           |              | Långasjö, Småland   |       | 56.530558, 15.397638 | 10083901260001 | Ladda upp en bild av detta fornminne |

## Vissefjärda
| Namn                        | Lämningstyp | Tillkomsttid | Historisk indelning  | Plats | Läge                 | ID-nr          | Bild                                 |
| --------------------------- | ----------- | ------------ | -------------------- | ----- | -------------------- | -------------- | ------------------------------------ |
| Vissefjärda 8:1             | Minnesmärke |              | Vissefjärda, Småland |       | 56.538661, 15.607461 | 10088200080001 | Ladda upp en bild av detta fornminne |
| Vesaborg (Vissefjärda 84:1) | Borg        |              | Vissefjärda, Småland |       | 56.533463, 15.599876 | 10088200840001 | Ladda upp en bild av detta fornminne |